# Poste de péage et de pesage de Grand-Popo
Pour un article plus général, voir Péages et pesages au Bénin.
Le Poste de péage et de pesage de Grand-Popo est une infrastructure routière du réseau routier national du Bénin.

## Histoire
Crée en 1987 par le gouvernement du président Mathieu Kérékou,le poste de péage et de pesage de Grand-Popo a  pour rôle d'assurer une récupération partielle des coûts auprès des usagers afin d’accroître les ressources du Fonds Routier,,.

## Localisation
Situé l'axe routier Cotonou- Hillacondji dans la commune de Grand-Popo, il fait partie des postes de péage et de pesage dont dispose le réseau routier béninois en 2020,,.
| Comè Grand-Popo Hillacondji |